# Prêmio Açorianos de 1988
A décima segunda edição do Prêmio Açorianos ocorreu em 1988 em Porto Alegre, e premiou unicamente destaques do setor de arte dramática.

## Premiação
Melhor diretor: Roberto Camargo (por Lisístrata)
Melhor ator: Zé Adão Barbosa (por Memory Motel)
Melhor atriz: Mirna Spritzer (por Mahagonny)
Melhor atriz coadjuvante: Pedro de Camargo Ruas (por Vampíria)
Melhor ator coadjuvante: Lis Dias (por Ópera do Invasor)
Melhor espetáculo: Mahagoni
Melhor figurino: Malu Rocha (por A Fonte)
Melhor cenário: Nelson Magalhães (por A Serpente)
Melhor trilha sonora: Sérgio Olivê (por Ópera do Invasor)

## Comissão julgadora
Roberto Antunes Fleck, Jorge O. Gonçalves, Maria Luiza Khaled, Paulo Ricardo e Sonia Duro